# STS–42
Az STS–42 az amerikai űrrepülőgép-program 45., a Discovery űrrepülőgép 14. repülése.

## Küldetés
A küldetés részese volt Németország első űrhajósa, valamint Kanada első női űrhajósa.

## Jellemzői
Hetedik alkalommal szállította a világűrbe a Spacelab (IML–1) mikrogravitációs laboratóriumot.

### Első nap
1992. január 22-én a szilárd hajtóanyagú gyorsítórakéták, Solid Rocket Booster(SRB) segítségével Floridából, a Cape Canaveral (KSC) Kennedy Űrközpontból, a LC39–A (LC–Launch Complex) jelű indítóállványról emelkedett a magasba. Az orbitális pályája 90,5 perces, 57 fokos hajlásszögű, elliptikus pálya perigeuma 291 kilométer, az apogeuma 307 kilométer volt. Felszálló tömeg indításkor 110 400 kilogramm, leszálló tömeg 98 890 kilogramm. Szállított hasznos teher 13 066 kilogramm

## Hasznos teher
1. A mikrogravitációs laboratóriumban a legénység (NASA, ESA, kanadai, francia, német, JAXA programok) biológiai és orvosi kísérleteket hajtott végre az állomány segítségével, illetve 12 konténerben elhelyezett különféle biológiai anyagok – rák tojás, lencse palánták, muslica tojás, baktériumok – segítségével. A legénység 12 órás váltásokban végezte az előírt programokat.
2. Getaway Special (GAS) – a raktérben 10 tartályban különböző kísérleti anyagok, növények, biológiai anyagok voltak elhelyezve. A kutatás célja megállapítani, hogy a nyitott raktérben milyen változások következnek be a közvetlen sugárhatásokra.
3. Shuttle Student Involvement Program (SSIP) – egyetemi megbízásra transzferszolgáltatás,
4. Investigations into Polymer Membrane Processing (IPMP) – kereskedelmi program a polimerek előállítása, vizsgálata elősegítendő egyes betegségek gyógyszeres (vese- dialízis, sótalanító) kezelésének eredményességét.
5. Radiation Monitoring Experiment III (RME-III) – sugárvédelmi ellenőrző mérések (gamma, elektron, neutron, proton) a lakó- és tehertérben.

## Nyolcadik nap
1992. január 30-án Kaliforniában az Edwards légitámaszponton (AFB) szállt le. Összesen 8 napot, 1 órát, 14 percet és 44 másodpercet töltött a világűrben. 4 701 140 kilométert (2 921 150 mérföldet) repült, 129 alkalommal kerülte meg a Földet. Egy különlegesen kialakított Boeing 747 tetején február 16-án visszatért kiinduló bázisára.

## Személyzet
(zárójelben a repülések száma az STS–42 küldetéssel együtt)
- Ronald Grabe (3), parancsnok
- Stephen Oswald (1), pilóta
- Norman Thagard (4), küldetésfelelős
- David Hilmers (4), küldetésfelelős
- William Readdy (1), küldetésfelelős
- Roberta Bondar (1), rakományfelelős – (Kanadai Űrügynökség)
- Ulf Merbold (2), rakományfelelős – (ESA, Németország)

### Tartalék személyzet
- Kenneth Eric Money rakományfelelős – (Kanadai Űrügynökség)
- Roger Keith Crouch rakományfelelős/NASA

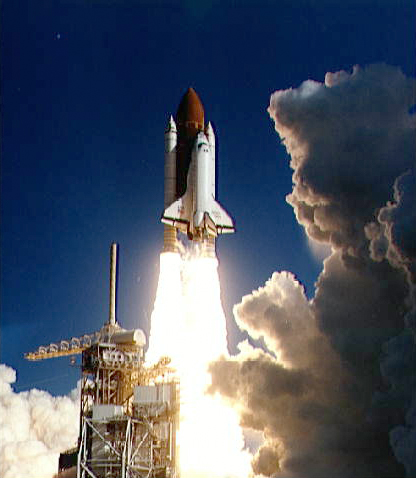
Az STS–42 indítása

### Visszatérő személyzet
- Ronald John Grabe (3), parancsnok
- Stephen Oswald (1), pilóta
- Norman Earl Thagard (4), küldetésfelelős
- David Carl Hilmers (4), küldetésfelelős
- William Readdy (1), küldetésfelelős
- Roberta Bondar (1), rakományfelelős – (Kanadai Űrügynökség)
- Ulf Dietrich Merbold (2), rakományfelelős – (ESA, Németország)